# Pandora Hearts
Pandora Hearts (パンドラハーツ Pandora Hātsu) là một seri truyện tranh Nhật Bản do Jun Mochizuki sáng tác, lần đầu xuất hiện trên tạp chí shounen manga G-Fantasy của Square Enix tháng 6 năm 2006. Tính tới thời điểm hiện tại bộ manga đã kết thúc với 24 tập. Bản quyền phiên bản tiếng Anh thuộc về Yen Press. Manga này cũng đã được dựng thành anime (1 season) do XEBEC sản xuất.Nhà xuất bản Kim Đồng đã mua bản quyền và tháng 5 năm 2014, Pandora Hearts được phát hành tại Việt Nam.

## Tóm tắt nội dung
Oz Vessalius, người thừa kế của 1 nhà công tước vừa bước sang tuổi 15. Cậu sống một cuộc sống giàu sang và vô tư vô lo, duy nhất một điều làm cậu cảm thấy buồn là sự vắng mặt thường xuyên của cha cậu. Trong buổi lễ trưởng thành, không biết vì lý do gì, Oz bị đày xuống một nhà tù được biết đến với cái tên "Abyss", sau đó được một "chain" có tên Alice (Bloodstained Black Rabbit - B-Rabbit) cứu. Bí ẩn bắt đầu xuất hiện đằng sau Alice, "Abyss" và một tổ chức bí mật có tên Pandora. Seri này có khá nhiều điểm liên quan đến Alice's Adventures in Wonderland và Through the Looking-Glass, and What Alice Found There. của Lewis Carroll, chứa đựng nhiều yếu tố viễn tưởng và huyền bí, một ví dụ điển hình cho thể loại Gothic fiction.

## Thuật ngữ

### Chain
チェイン, Chain
Đến từ Abyss, xuất thân từ con người, được Intention of the Abyss chuyển hóa. Chúng phải ký kế khế ước với một con người để thoát khỏi Abyss. Những chain thuộc dạng illegal contract *khế ước không hợp lệ* phải ăn thịt con người để tăng thêm sức mạnh.
Khi đàm phán thành công với một con người, người này sẽ trở thành Contractor của Chain và nó sẽ ẩn náu trong cơ thể của người đó. Chain có thể được triệu tập bằng ý chí bất cứ khi nào Contractor cần. Trên ngực trái của Illegal contractor lúc này sẽ xuất hiện một biểu tượng mặt đồng hồ, khi sức mạnh của Chain tăng, cây kim trên mặt đồng hồ sẽ di chuyển thêm 1 giờ. Khi nó quay đủ một vòng, cả Illegal Contractor và Chain sẽ bị kéo xuống tầng thấp nhất của Abyss. Chỉ có Pandora,và trước kia là chỉ có duy nhất nhà Baskerville được phép ký kết với Chain,mới có thể thực hiện những Legal Contract *khế ước hợp lệ*, một số Contractor thực hiện ký kết theo kiểu này sẽ không bao giờ già đi, nhưng không có nghĩa là bất tử, được gọi là legal contractor.

### Contractor
Là con người đã giao ước với Chain. Có hai loại contractor, đó là Legal Contractor (người ký khế ước hợp lệ) và Illegal contractor (người ký khế ước không hợp lệ). Muốn trở thành Legal contractor, người đó phải tuân theo một số thủ tục nhất định của nghi lễ này. Khế ước được coi là không hợp lệ khi nó được xác định bằng lời nói.

### Abyss
(アヴィス, Abisu)
Chain được sinh ra tại đây. Nó tồn tại ở một không gian khác, thời gian không thực sự tồn tại ở Abyss. Một người có thể bị rơi vào bất kỳ khoảng thời gian nào khi họ thoát ra khỏi Abyss. Theo lời Break, Abyss có thể trông giống như một nhà tù hoặc một hộp đồ chơi bị hỏng, tùy thuộc vào chính người bị đầy xuống đó.

### Hạt Nhân Abyss
(アヴィスの意志, Abisu no Ishi)
là sinh vật chi phối Abyss. Thường xuất hiện dưới hình hài một con thỏ bông với đôi mắt to tròn. Hình dáng thật sự của "nó" giống y hệt như Alice, chỉ khác mái tóc màu trắng. Hạt Nhân Abyss và Alice là chị em sinh đôi, họ cùng được đặt cho một cái tên là Alice. Giữa cô ta và Alice tồn tại một kết nối. Hai người đều được sinh ra ở Abyss, nhưng một người là Alice được trả lại thế giới con người. Intention of the Abyss rất ghét bản thân mình và cô đã cầu xin Kevin Regnard phá hủy bản thân cô.

### Tứ đại quý tộc
(四大公爵家, Yondai Koushaku Ke)
Bao gồm 4 gia tộc: Vessalius, Rainsworth, Nightray và Barma. Họ đều tồn tại từ trước khi thảm kịch Sablier xảy ra. Tứ đại quý tộc sáng lập ra tổ chức Pandora và mỗi dòng họ giữ một cánh cửa và 1 chain để kết nối đến Abyss. Nhà Vessalius và Nightray luôn đối đầu nhau, giống như ánh sáng và bóng tối: nhà Vessalius luôn được làm việc công khai, trong khi nhà Nightray thi hành nhiệm vụ trong bóng tối.
Trước khi Thảm kịch Sablier xảy ra, Vessalius chỉ là một gia đình quý tộc hạng ba, không phải là thành viên của Tứ đại công tước. Thay vào đó là gia tộc Baskerville - đứng đầu là Glen Baskerville. Khi Jack giết Glen vì anh đã gây ra Thảm kịch Sablier, nhà Vessalius được mọi người coi như gia tộc anh hùng, đồng thời thay thế vị trí của Baskerville, trở thành 1 thành viên của Tứ đại quý tộc.

### Pandora
(パンドラ, Pandora)
Tổ chức được Tứ đại quý tộc sáng lập, chủ yếu nghiên cứu về Abyss. Những thành viên của Pandora sau khi trở thành Legal contractor sẽ được gọi theo tên Chain mà họ sở hữu.

### Thảm kịch Sablier
(サブリエの悲劇, Saburie no Higeki)
Sablier từng là thủ đô của đất nước. Tuy nhiên, 100 năm trước, vì nghe theo lời của Miranda Barma, Vincent Nightray đã mở cánh cổng tới Abyss, kéo cả thủ đô Sablier xuống Abyss, gây nên thảm kịch Sablier. Nhưng sự thật là do Jack Vessalius- kẻ được coi là anh hùng gây ra.
Là những cánh cổng dẫn đến Abyss được Tứ Đại công tước canh giữ. Mỗi gia tộc sở hữu 1 cánh cửa, Baskerville sở hữu cánh cửa thứ 5 - cuối cùng. Chương 41 tiết lộ cánh cửa thứ 5 được Baskerville giấu ở khu vực lãnh thổ của Sablier, mặc dù Pandora đang cai quản Sablier nhưng họ chưa từng điều tra nơi này để tìm nó.

### Blood Sealing Mirror
Là vật cần để tạo nên Legal contract. Thay vì để contractor uống máu Chain, BSM sẽ hút nó vào và phong ấn ở đó. Nếu BSM bị vỡ, giao ước với Chain sẽ bị phá bỏ. Nó đồng thời giới hạn sức mạnh tối đa mà Chain có thể sử dụng. 

## Nhân vật

### Nhà Vessalius

#### Oz Vessalius
(オズ＝ベザリウス, Ozu Bezariusu)
Nhân vật chính của câu chuyện. Một cậu nhóc 15 tuổi với mái tóc vàng và đôi mắt màu xanh lá, là gia trưởng tương lai của nhà Vessalius. Mẹ cậu là Rachel Cecile bị nhà Nightray sát hại, dù vậy, Oz luôn lạc quan, vui vẻ và hiếu động. Câu chuyện bắt đầu khi Oz bước sang tuổi 15, trong buổi lễ trưởng thành, cậu bị kéo xuống Abyss vì tội lỗi của Oz chính là "sự tồn tại của cậu trên thế giới này". Tại Abyss, cậu gặp Alice - một chain và đã giao ước với cô. Khi Oz trở về thế giới của mình là thời gian 10 năm sau khi cậu bị kéo xuống Abyss. Để đi tìm câu trả lời cho tất cả mọi chuyện, Oz làm việc cho Pandora dưới quyền Break.
Trong quá khứ, Oz đã rất cố gắng học hành chăm chỉ để được cha thừa nhận và tự hào về cậu. Tuy nhiên, sau khi biết được cha hận mình, Oz nghĩ rằng không có điều gì là tuyệt đối trong thế giới này. Cậu nghĩ rằng mình là kẻ yếu đuối và để bảo vệ người khác, ít nhất cậu phải là một đứa trẻ ngoan và học cách chấp nhận tất cả mọi tổn hại người khác gây ra cho mình.
Trong thế giới của mèo Cheshire, cậu đã gặp được Jack Vessalius, sau đó trở thành "trung gian" của Jack khi cậu trở về thế giới con người. Tại trụ sở chính của Pandora, Jack đã điều khiển cơ thể Oz để cảnh báo về thảm kịch Sablier sắp tái diễn nếu không được ngăn chặn. Oz có thể gọi Jack xuất hiện nếu ý chí của cậu đủ mạnh và cậu có thể vài lần nhìn thấy mảnh ký ức của Jack. Cậu tự nhận mình khá giỏi đấu kiếm, đặc biệt là khi tự bảo vệ mình. Tuy nhiên, cậu chẳng có tí kinh nghiệm thực chiến nào. Oz rất thích những cô gái dễ thương và rất hay tán tỉnh họ. Cậu ước được lấy Sharon làm vợ khi lần đầu gặp cô. Trong chương 20, Oz gọi Alice là "my most precious Alice" /precious = quý giá/, tuy vậy, không thể khẳng định đó là những cảm giác thực sự của cậu hay của Jack, vì Jack trú ngụ trong cơ thể cậu. Oz nghĩ Alice là một người rất quan trọng đối với mình, sự hiện diện của cô giống như "mặt trời", vì cậu nghĩ vì Alice mà cậu vẫn có thể mỉm cười.
Jack nói với Oz rằng cậu có quyền và có thể để điều khiển sức mạnh của Alice, phong ấn không thể kiềm chế được sức mạnh của Alice được nữa và Oz có thể sử dụng sức mạnh của B-Rabbit bất cứ khi nào cậu muốn mà không cần đến sự cho phép của Alice hay Gilbert. Oz chứng minh điều này khi một lần cậu dùng ý chí để ngăn Alice sử dụng sức mạnh ngay lập tức, một lần khác khi cậu suýt bị những người Baskerville bắt cóc ở Lutwidge, không lâu sau đó cậu đã triệu tập được lưỡi hái của Alice và có thể dễ dàng dùng nó chiến đấu trong ảo ảnh của Sablier, dù cậu chưa từng sử dụng lưỡi hái trước đây (Oz không nhận ra điều này). Lottie nói rằng, Oz là nhân tố quan trọng để giấu đi sự tồn tại của Jack Vessalius, nếu Oz chết, sự tồn tại của Jack sẽ được làm sáng tỏ, dẫn đến Intention of the Abyss, người luôn tìm kiếm Jack sẽ làm đảo lộn thế giới thực. Sau đó, Oz và Gilbert đã gặp người kéo Oz xuống Abyss: Zai Vessalius, không ai khác chính là cha cậu. Oz đã định phá hủy tất cả nếu Alice không ngăn cậu lại.
Trong chương 47, Oscar Vessalius đã tiết lộ với Break rằng Zai Vessalius đã mang theo Oz khi cậu vừa sinh ra rồi biến mất trong một đêm, không ai biết ông ta đã đi đâu. Zai nói rằng đi làm lễ rửa tội cho con trai mình nhưng Break nghi ngờ rằng Oz hiện tại có thể không phải là Oz thật sự. Điều này cũng có thể giải thích cho việc Zai ghẻ lạnh chính con trai mình.
Trong chương 56, để bảo vệ Alice khi cô bị Isla Yura bắt cóc, Oz lại sử dụng sức mạnh B-Rabbit và mắt cậu biến thành màu đỏ. Tuy nhiên Alice một lần nữa đã ngăn cậu lại. Sau đó Jack xuất hiện và kết liễu Isla Yura.
Trong chương 65, Oz đã thuyết phục Leo không tái diễn Thảm kịch Sablier một lần nữa, nhưng khi Leo vừa đồng ý, Jack đã sử dụng cơ thể Oz để tấn công Leo bằng sức mạnh của B-rabbit
Chương 70 tiết lộ một thông tin vô cùng quan trọng về nhân vật này: Oz thực ra chính là B-Rabbit, còn cơ thể hiên tại của cậu là của Jack.
Lồng tiếng: Junko Minagawa.

#### Ada Vessalius
Ada Vessalius (エイダ＝ベザリウス Eida Bezariusu)
Em gái của Oz, cô rất yêu quý anh trai mình. Cô theo học tại Lutwidge, một học viện nổi tiếng dành cho quý tộc. Ada giữ liên lạc với bác mình là Oscar qua thư từ, cô thổ lộ mình đã thích một người, làm cho cả anh trai và bác cô lo lắng, họ đã cải trang trà trộn vào học viện với mục đích "xử lý" kẻ xấu số đã quyến rũ Ada. Sau khi biết cô là người đã tặng Gilbert chiếc mũ mà cậu rất quý, Oz và Oscar hiểu lầm rằng chính Gilbert là người Ada yêu. Cô cũng xin Oz để mình trả đồ cho Elliot, nhưng Oz đã từ chối khiến cô hơi thất vọng. Nhưng trong các chương sau, người hẹn hò với Ada lại là Vincent Nightray.
Cô có niềm đam mê vô hạn với ma thuật, phù thủy... vì muốn cứu anh trai, cô đã nghiên cứu các cuốn sách về pháp thuật, từ đó say mê chúng lúc nào không biết.
Ada có một chú mèo tên Dinah và 2 chú mèo khác (một con màu đen và một con màu trắng - con màu trắng tên là Snowdrop và con màu đen tên Kitty).
Lồng tiếng:Kaori Fukuhara.

#### Jack Vessalius
Jack Vesalius (ジャック＝ベザリウス Jakku Bezariusu)
Anh là con trai của Duke Vessalius với người vợ lẽ. Anh có quá khứ bất hạnh, bị ruồng rẫy, thậm chí phải đi ăn xin. Anh được coi như là anh hùng của 100 năm trước và cũng là người đã đánh bại Glen Baskerville. Jack không phải là Master của Raven, đồng thời có một chút quan hệ với ký ức của Alice. Bề ngoài, Jack trông giống y hệt Oz-phiên bản trưởng thành với chiếc đuôi sam rất dài. Tính cách của Jack cũng khá giống với Oz, tự mình gánh vác mọi việc, sôi nổi và vui vẻ. Oz và Gilbert gặp anh khi họ đến thế giới của mèo Cheshire. Hiện tại, Jack đang ẩn trú trong cơ thể của Oz và có thể nói chuyện với người khác thông qua việc "mượn tạm" cơ thể Oz. Khi đó, anh hoàn toàn làm chủ sức mạnh của B-Rabbit. Jack là con trai thứ ba của nhà Vessalius, trước thảm kịch Sablier, chỉ là một nhà quý tộc hạng ba. Anh tự nhận mình là người làm hộp nhạc. Tại thời điểm đó, người bạn thân nhất của anh chính là Glen Baskerville. Jack đã làm cho Glen chiếc đồng hồ bỏ túi, giai điệu của nó có tên "Lacie", do Glen sáng tác. Lacie rất hay ngân nga giai điệu bài này. Jack đã giết Glen vì anh đã gây ra thảm kịch Sablier (Glen tin rằng cuộc sống không còn ý nghĩa gì nếu không có Lacie và muốn giết Jack). Dù anh được mọi người ca ngợi như một người anh hùng, nhưng Jack không hề muốn giết bạn thân. Anh viết trong Nhật ký của mình rằng: "Tôi đã giết bạn thân nhất của mình... Xin đừng... đừng gọi tôi là anh hùng." Jack vô cùng tức giận khi Lottie nói anh giết Glen chỉ vì danh lợi. Chính Jack đã nói khi nhập vào Oz, rằng Glen vẫn còn sống. Dù vậy, anh nói với Baskervilles rằng nếu họ muốn tái diễn thảm kịch Sablier, một lần nữa anh sẽ trở thành vũ khí hủy diệt Death Gods (thần chết-chính là Baskerville).
Chương 65 tiết lộ Jack mới là người yêu Lacie, cũng chính là người gây ra thảm kịch Sablier. Jack chính là người đả thương Gilbert để đe dọa Glen. Thân xác của Glen để phong ấn linh hồn Jack.
Lồng tiếng: Daisuke Ono.

#### Oscar Vessalius
Oscar Vessalius (オスカー＝ベザリウス Osukā Bezariusu)

Oscar Vessalius

Bác trai của Oz, là người rất tình cảm, nhiều lúc hơi thái quá, ông đóng vai trò gây cười trong hầu hết các tình huống xuất hiện. Oscar cũng là người đã tìm thấy Gilbert và cho cậu ở lại nhà Vessalius. Cả Oz và Gilbert đều coi ông như cha mình. Oscar cũng có mối quan hệ khá tốt với Break. Khi ông nhận được thư của Ada nói rằng cô đã có "người thương", ông đã rất lo lắng và ép Oz, Gilbert và Alice đến Lutwidge. Họ cải trang thành sinh viên và trà trộn vào học viện để tìm ra người mà Ada yêu.
Lồng tiếng: Hideyuki Umezu.

#### Zai Vessalius
Zai Vessalius (ザイ＝ベザリウス, Zai Bezariusu) Cha của Ada và Oz.
Thực sự xuất hiện trong chương 39, thái độ của ông với Oz rất lạnh nhạt, tàn nhẫn và ông luôn phủ nhận cậu.
Chương 40 tiết lộ ông có một vết sẹo lớn trên mặt và chính ông là người đã đầy Oz xuống Abyss cùng với Baskervilles. Ông là contractor của Gryphon. Dù trưởng gia Nightray bắt Elliot phải hận nhà Vessalius, nhưng có vẻ như Zai Vessalius và ông ta là bạn. Zai Vessalius biết nơi giấu cánh cửa thứ 5 dẫn đến Abyss mà nhà Baskerville đang giữ.
Lý do ông ghét bỏ Oz là bởi vì ông hận Jack (Cơ thể hiện tại của Oz thật ra là của Jack). Ông cho rằng chính Jack đã giết vợ, đứa con trai thật sự của ông.

### Nhà Rainsworth

#### Sharon Rainsworth
Sharon Rainsworth (シャロン＝レインズワース Sharon Reinzuwāsu)

Sharon Rainsworth

Là người thừa kế của nhà Rainsworth, Sharon là một thành viên của Pandora. Bề ngoài nhìn cô giống một cô bé 14, nhưng thực ra cô đã 24 tuổi. Cô không hề thay đổi sau 10 năm từ lần đầu gặp Oz, vì cô là Legal contractor của Eques. Sharon và Break có mối quan hệ khá gần gũi. Cô cũng là người phát hiện ra Break đang trong tình trạng nguy kịch sau khi anh thoát ra từ Abyss. Khi còn nhỏ, cô thường gọi Break với cái tên "Xerxes-niisan", đối với cô, Break giống như một người anh trai. Sharon muốn trở nên có ích hơn với Break. Nhìn cô cũng rất giống mẹ mình, bà Shelly Rainsworth. Sharon đã can ngăn Break khi anh định phá hủy chiếc chuông trên cổ mèo Cheshire, vật chứa đựng ký ức của Alice về ngày định mệnh đó, nhưng Break vẫn phá hủy nó để cứu cô. Khi say rượu, Sharon trở thành một "nữ hoàng" ngạo mạn và dữ dằn, lạ là Oz lại thấy cô rất dễ thương. Sharon rất thích những điều lãng mạn về tình yêu và luôn cố gắng để dạy cho Alice hiểu. Trong tập 20 (anime), cô ép Alice phải gọi mình là "onee-sama" (chị gái).
Sharon rất muốn giúp đỡ Break, trong chương 43 cô nói rằng nếu muốn giữ Break bên cạnh, cô không thể chỉ ở bên cạnh anh mà cần phải tiến lên cùng với anh. Break bị mù nhưng anh không muốn nói với Sharon vì nghĩ cô vẫn còn nhỏ và nhất định sẽ suy sụp, anh nói với Sheryl Rainsworth rằng anh đối xử với Sharon giống như con gái mình. Nhưng trong chương 49, sau khi biết Break đã bị mù, Sharon không những không suy sụp mà cô chỉ cảm thấy kinh ngạc xen lẫn đau đớn và hạnh phúc vì Break đã không còn coi cô như một đứa trẻ.
Lồng tiếng: Kana Hanazawa

#### Xerxes Break
Xerxes Break (ザークシーズ＝ブレイク, Zākushīzu Bureiku)
Thường được biết đến với cái tên ngắn gọn là Break, tên thật là Kevin Regnard. Anh là một thành viên của Pandora và là servant của nhà Rainsworth.
Ngoại hình của Break không thay đổi từ lần đầu gặp Oz đến 10 năm sau đó, vì anh là Legal Contractor của Mad Hatter. Break thường đem theo một con búp bê trên vai, anh tự gọi nó là Emily. Break hay "nói bụng" dùng Emily để độc thoại "đổ tội" khi anh bị ai đó trách móc, thực ra Emily chỉ là búp bê và nó không thể nói được. Anh đặc biệt yêu thích các loại đồ ngọt. Nhìn bề ngoài, Break có vẻ là một mẫu nhân vật vô tâm, không bao giờ nghiêm túc và luôn luôn cười đùa. Tuy vậy, khi cần, Break tỏ ra là một con người nguy hiểm và tàn nhẫn. Reim nói với Oz rằng không phải anh vẫn luôn vui vẻ như vậy.
Break bị mất mắt trái. Trước đây, khi anh bị lấy đi 1 bên mắt, anh là người lạnh lùng và hay cáu bẳn, không bao giờ biết cười. Tuy vậy, bị cảm hóa bởi tấm lòng lương thiện bao dung của Shelly- mẹ Sharon, Break đã lấy lại được nụ cười. Anh đặc biệt trung thành tuyệt đối với Shelly. Người đã lấy đi mắt trái của Break chính là Intention of the Abyss, cô lấy nó để trao cho Cheshire. Mục đích thật sự của Break là đi tìm sự thật đằng sau thảm kịch Sablier 100 năm trước. Anh đặc biệt căm ghét Vincent Nightray.
Trong quá khứ, Break là vệ sĩ của gia đình quý tộc Sinclair. Một lần, khi anh và tiểu thư Sinclair vắng nhà, cả gia đình Sinclair đã bị những quý tộc thù địch sát hại một cách bí ẩn. Break tự trách mình vì đã quá vô tâm, không thể bảo vệ được chủ nhân. Anh đã giao ước với chain và trở thành illegal contractor của White Knight nhằm thay đổi quá khứ. Khi chiếc kim quay đủ một vòng, Break bị kéo xuống tận cùng Abyss, tại đây, anh đã gặp Intention of the Abyss và Vincent, Gilbert lúc còn nhỏ. Intention of the Abyss đã thay đổi quá khứ của Break, đổi lại, Break phải giúp cô đạt được nguyện vọng của mình, đó là được chết
. Break thoát khỏi Abyss và được tìm thấy tại nhà Rainsworth trong thế giới 30 năm sau thời đại của anh.Quá khứ của Break đã thay đổi, nhưng không thực sự như anh mong muốn. Dù gia đình Sinclair đã thoát nạn lần đó, nhưng không lâu sau, đại tiểu thư nhà họ bị ám sát, nhị tiểu thư trở thành illegal contractor và bị đẩy xuống tận cùng của Abyss sau khi sát hại toàn bộ những người còn lại trong gia đình. Break luôn cảm thấy có lỗi vì chuyện đó. Trong một khoảnh khắc, anh đổ lỗi cho Intention of the Abyss, nhưng rồi anh nhận ra rằng chính anh là người đòi hỏi Intention of the Abyss phải thay đổi quá khứ, và thực tế, anh chỉ muốn gột rửa tội lỗi của chính mình mà không phải vì lợi ích của chủ nhân.
Chương 42, sau khi trở về từ Sablier, anh đã mê man suốt 3 ngày, sau khi thức dậy, Break phát hiện ra mình đã hoàn toàn không còn nhìn thấy gì. Tuy nhiên, trong chương 43, Break nói rằng anh không thể thấy mặt nhưng bù lại, anh có thể cảm nhận được đối tượng thông qua cảm giác. Chương 49, sau khi cho Sharon biết anh không thể thấy được nữa, Break nhận ra rằng Sharon đã trưởng thành và luôn ở bên cạnh anh.
Break đã nói với Lottie ở Sablier rằng liệu cô ta có thể trở thành bạn anh vì anh và nhà Baskerville có chung mục đích. Hiện vẫn chưa rõ mục đích đó là gì. Nhưng vì nghĩ bọn Baskerville đã hãm hại Reim nên anh đã bỏ hoàn toàn ý định làm bạn với chúng. Trên đường đi tìm Reim, Break bắt gặp Elliot và chị gái của cậu ta- Vanessa khi cô chị vừa bị Head Hunter sát hại. Break đã ép Gilbert kiểm tra ngực Elliot xem có ấn nguyền hay không nhưng Gilbert một mực từ chối. Gilbert nói Break đang cư xử rất lạ lùng và hai người to tiếng với nhau. Break tiết lộ một phần sự thật về mối quan hệ giữa nhà Nightray và Humpty Dumpty. Anh nói rằng nếu anh khống chế contractor chính của Humpty Dumpty thì những contractor còn lại sẽ không thể sử dụng sức mạnh được. Do bị mù nên Break đã vô tình để Gilbert đánh trúng. Gilbert đã ngăn Break lại kịp thời khi anh quyết định sử dụng Mad hatter mà không màng đến tính mạng mình đang ngàn cân treo sợi tóc. Gilbert đã dùng Raven cứu Break và hai người phối hợp giết chết Fang.
Một điều khá thú vị là Break có khả năng "dịch chuyển tức thời" từ không gian này tới không gian khác, hay từ nơi này đến nơi khác một cách nhanh chóng, đó là nhờ vào khả năng của Eques- chain của Sharon Rainsworth, nó luôn nấp trong cái bóng của anh. Vì vậy, bạn có thể bắt gặp anh thình lình chui ra từ gậm giường, ống khói hay gầm bàn.
Chương 92, biết anh được Sheryl giao nhiệm vụ giết Oz, nhưng anh đã không làm được. Anh thừa nhận đã rất mừng khi nghe Oz nói về tương lai một cách thật vô tư. Break cũng là một "mầm mống của tai ương". Mặc dù không thể hoàn thành nguyện vọng của Intention of the Abyss, anh đã dùng hết chút sức mọn còn lại để chỉ đường cho nhóm Oz. Trước khi chết, Break đã được gặp lại Sharon và Reim. Anh khóc rồi nói rằng " Tôi không muốn chết. Tôi muốn ở lại đây!". Một tin buồn cho fan cuồng Break.
Lồng tiếng: Akira Ishida.

#### Shelly Rainsworth
Là mẹ đẻ của Sharon Rainsworth và được Xerxes Break kính trọng. Bà là người rất nhân hậu, dịu dàng và lương thiện.

#### Sheryl Rainsworth
Là bà ngoại của Sharon Rainsworth, mẹ của Shelly Rainsworth và bạn của Rufus Barma. Bà cũng là người duy nhất Rufus Barma sợ. Bà từng được Rufus Barma cầu hôn, và bà đã từ chối vì không muốn bị coi là ngoại tình.

### Nhà Nightray

#### Gilbert Nightray
Gilbert Nightray (ギルバート＝ナイトレイ, Girubāto Naitorei)
Bạn thân nhất đồng thời cũng là Servant của Oz. Đối với anh, Oz là người quan trọng nhất, Gilbert sẵn sàng hi sinh bất cứ thứ gì vì Oz. Anh được đưa đến nhà Vessalius sau khi Oscar Vessalius tìm thấy anh bị trọng thương 15 năm trước. Gilbert đặc biệt cực kỳ sợ mèo. Được Oz mời dự buổi lễ trưởng thành của cậu với tư cách một người bạn, trong buổi lễ, Gilbert bị điều khiển tấn công Oz bởi một chain (Doldee), contractor của nó là Zwei, một thành viên nhà Baskerville. Sau khi lấy lại được ý chí, Gilbert cố gắng bảo vệ Oz, anh tình cờ phát hiện ra một trong những người tấn công Oz, là cha cậu, Gilbert đã lao ra đỡ đòn cho ông ta khi Oz tấn công, và bị thương nặng.
Khi Oz từ Abyss trở về, Gilbert xuất hiện dưới cái tên Raven, một thành viên của Pandora. Không lâu sau, Oz phát hiện Raven chính là Gilbert và 2 người lại gắn bó như xưa. Sau khi Oz bị kéo xuống Abyss 10 năm trước, Gilbert đã nghe lời Break, chấp nhận phản bội nhà Vessalius để trở thành con nuôi của nhà Nightray, trước kia đã nhận nuôi Vincent- em trai Gilbert. Để cứu được Oz ra khỏi Abyss, Gilbert đã tập luyện rất khổ cực để sử dụng thông thạo súng, thậm chí, anh đã giết người để trở thành Contractor của Raven- Chain của nhà Nightray. Gilbert đã dùng chính sức mạnh của Raven để phong ấn giới hạn sức mạnh của B-Rabbit qua Oz, qua đó ngăn chiếc kim di chuyển. Sau 10 năm, anh vẫn rất sợ mèo và... rất giỏi nội trợ. Khi bị say rượu, Gilbert quay trở lại con người thật của anh: một Gilbert hay-khóc-nhè và yếu ớt đến tội nghiệp. Anh rất coi trọng chiếc mũ Ada tặng. Gilbert cũng có mặt trong thảm kịch Sablier 100 năm trước, đã từng là servant của Glen và cũng đã được chọn làm Glen đời sau. Chain cần thiết để thực hiện lễ nghi này là Raven, hiện tại thuộc sở hữu của Gilbert. Khi nghi thức diễn ra, Vincent đã ngăn nó lại bằng cách mở con đường đến Abyss, dẫn đến thảm kịch Sablier. Sau khi anh bị Jack đả thương vì cố ngăn Jack và Glen. Gilbert rất sợ bị bỏ lại đằng sau. Gilbert cũng giống như Glen và những người Baskerville khác, sở hữu một cơ thể mang sức mạnh không tưởng và không dễ dàng bị chết vì những vết thương thông thường.
Lồng tiếng: Azuma Sakamoto (younger) and Katsuyuki Konishi (CD drama) and Toriumi Kousuke (Anime) (older).

#### Vincent Nightray
Vincent Nightray (ヴィンセント＝ナイトレイ, Binsento Naitorei)
Vincent là em trai của Gilbert, nhỏ hơn 1 tuổi. Trong khi nhà Vessalius tìm thấy Gilbert, thì Vincent được nhà Nightray nhận nuôi. Tóc và mắt trái của cậu màu vàng, giống như mắt Gilbert, nhưng mắt phải của cậu lại có màu đỏ. Cậu yêu anh trai mình, Gilbert đến mức gần như là bị ám ảnh. Bề ngoài, cậu có vẻ là một người đơn giản với nụ cười luôn thường trực trên khuôn mặt. Nhưng thực ra, Vincent là người rất thủ đoạn và tàn nhẫn. Cậu có thói quen cầm kéo và cắt hỏng những con thú bông. Break rất ghét và luôn khó chịu khi nhìn thấy Vincent. Anh là kiểu người rất phong lưu với phụ nữ, nhưng lại chẳng bao giờ để tâm đến họ. Cuối cùng anh lại bị cảm hóa bởi Ada Vessalius, nhưng lại cứ trốn tránh cô.
Vincent đến từ thế giới 100 năm trước, thời gian xảy ra thảm kịch Sablier. Cậu luôn bị hắt hủi vì người dân tin rằng những kẻ có mắt màu đỏ là "mầm mống của tai ương". Vincent và Gilbert phải sống trên đường phố và bị đánh đập bất cứ khi nào người ta nhìn thấy mắt đỏ của Vincent. Cho đến khi Jack tìm thấy và mang họ về nhà. Sau đó, hai anh em trở thành servant của Jack. Vincent rất yêu quý Jack, người thậm chí không quan tâm đến mắt đỏ của cậu, Jack còn cắt đi phần tóc dùng để che giấu nó, anh nói rằng anh "yêu" con mắt đó. Vincent cũng gọi Jack là Chủ nhân, giống như Gilbert. Jack luôn muốn giới thiệu 2 anh em với Alice, vì họ trạc tuổi nhau. Không may, Alice cười nhạo mắt đỏ của Vincent ngay lần đầu tiên gặp mặt, khiến Gilbert nổi giận và giật tóc cô. Sự việc này làm cho Vincent bắt đầu căm ghét Alice vì cô đã làm cho Gilbert "show that kind of expression again" (thể hiện nét mặt đó lần nữa) và Jack "lo lắng thở dài". Đồng thời cậu dần hình thành thói quen dùng kéo phá hỏng những con thú bông, đặc biệt là thỏ bông. Vincent cũng là nhân tố gây ra cái chết của Alice, cậu đã đe dọa, thậm chí giết chết Cheshire sau khi đã làm mù mắt nó rồi vứt xác nó trước mặt Alice.
Khi Vincent biết Gil được chọn là thân xác tiếp theo của Glen và sẽ phải chết, cậu đã gặp một người phụ nữ lạ mặt (sau này được tiết lộ là Miranda Barma), người đã chỉ cho cậu biết cách ngăn buổi lễ chuyển đổi thân xác của Glen diễn ra bằng cách mở con đường dẫn đến Abyss. Mặc dù cứu được Gil, nhưng Vincent đã gián tiếp gây ra thảm kịch Sablier, chính thức trở thành "child of disaster" (đứa trẻ mang lại thảm họa). Vincent là contractor của Dormouse và là thành viên của Pandora.
Chương 61 tiết lộ Vincent còn là contractor của Demios, được biết đến với cái tên "Queen of Hearts"
Lồng tiếng: Jun Fukuyama (trưởng thành) and Fuyuka Ōura (nhỏ).

#### Echo
Echo (エコー, Eko)  người hầu của Vincent. Cô là người vô cảm, giống như một hình nhân, tuân lệnh Vincent một cách tuyệt đối. Oz gọi cô là "Echo-chan". Vũ khí của Echo là một thanh đoản kiếm được giấu trong tay áo. Vincent tỏ ra rất coi trọng cô, nhưng thực sự cậu không quan tâm nhiều đến vậy.
Thực tế, Echo không hoàn toàn vô cảm khi cô đưa tay ra đỡ lọ thuốc giải để cứu Sharon khi Vincent thả cho nó rơi vỡ, vì cô nhớ những lời Oz đã nói với mình khi lần đầu tiên họ gặp nhau.
Trong chương 33, Echo nói rằng cô thấy Vincent là một kẻ đáng ghét và phiền phức. Có vẻ Echo phát triển tình cảm của mình với Oz sau khi họ dự lễ hội với nhau, Oz đã chỉ cho cô thấy thế nào là hạnh phúc, cậu cũng tặng cô một bông hoa cài lên tóc và khiến cô rất ngượng. Echo thực ra là một nhân cách khác của Noise/Zwei. Echo tự biết mình chỉ là "tiếng vọng" của Noise, đối với cô, bị đối xử thế nào cũng không quan trọng, Echo cũng không được quyền lên tiếng cãi lại.
Khác với Echo, Noise rất yêu Vincent, cô ta là contractor của Doldee, chain có khả năng điều khiển cả cơ thể lẫn ý chí của người khác (chính cô là người dùng Doldee để điều khiển Gil tấn công Oz trong buổi lễ trưởng thành). Cô ta là nhân cách chính thức trong cơ thể mà Noise/Echo dùng chung, được gọi là Zwei.
Lồng tiếng: Ryō Hirohashi.

#### Elliot Nightray
Elliot Nightray (エリオット＝ナイトレイ, Eriontto Naitorei).
Elliot là con trai út, con ruột của nhà Nightray. Cậu là học viên của học viện Lutwidge, cùng với người hầu của mình là Leo (リ-オ, Rio) Oz để ý đến họ khi nghe thấy tiếng Elliot và Leo chơi bản nhạc "Lacie". Elliot gặp Oz lần đầu tiên trong thư viện Lutwidge, tại đó họ đã cãi nhau nảy lửa vì một nhân vật trong seri tiểu thuyết Holy Knight (Elliot spoil kết thúc của một nhân vật, Edgar). Elliot rất khó chịu khi Ada gọi tên anh vì anh ghét tất cả những người họ Vessalius. Tuy vậy, Ada lại nghĩ Elliot là người tốt và yếu đuối từ sâu thẳm tâm hồn. Anh rất tinh thông kiếm thuật và luôn mang theo bên mình thanh kiếm gia truyền nhà Nightray trong hộp đựng violin của mình. Elliot phân biệt giữa đúng và sai rất rõ ràng, luôn nói thẳng mà không cần nghĩ đến cảm xúc của người khác.
Elliot rất hay gặp ác mộng mỗi khi nhắm mắt.
Elliot gặp Oz và những người khác ở Sablier trong chương 34, nơi Oz gặp lại Phillipe. Sau đó, Elliot nhận được tin về một kẻ giết người hàng loạt bí ẩn, được biết đến với biệt danh Head Hunter, trong quá khứ, nạn nhân của hắn là thành viên nhà Nightray, trong đó có anh trai anh. Elliot quyết định truy tìm Head Hunter để trả thù.
Chương 57 cho rằng Elliot là Head Hunter. Vì Humpty Dumpty có khả năng tạo ký ức giả cho Contractor nên Elliot cũng không biết mình là Illegal Contractor.  Anh cũng đã giết chết anh trai, chị gái và mẹ của mình dưới sự điều khiển của chain Humpty Dumpty. Elliot đã từ chối Humpty Dumpty và chấp nhận cái chết của mình để bảo vệ bạn bè.
Lồng tiếng: Hirofumi Nojima.

#### Leo
Leo (リーオ, Reo)
Một cậu nhóc với cặp kính to tròn và mái tóc đen dài, che mắt. Cậu học ở Lutwidge và là servant của Elliot. Leo hầu như lúc nào cũng bình tâm và khó có việc gì có thể làm cậu lo lắng mất bình tĩnh. Leo rất tinh ý, mặc dù là người hầu của Elliot, nhưng không phải lúc nào cậu cũng đứng về phía chủ nhân của mình và bắt Elliot phải xin lỗi nếu cần. Leo mang theo một khẩu súng, mặc dù cậu hoàn toàn không biết dùng, và thanh kiếm của Elliot.
Trong chap 58, Elliot nhớ lại khi cậu cùng Leo đi cứu lũ trẻ bị lạc, khi 2 người gặp Humpty Dumpty, Elliot tưởng Humpty Dumpty tấn công Leo nên đã chạy tới đỡ cho cậu. Elliot bị thương rất nặng ở vùng ngực. Để cứu Elliot, Leo đã cho cậu uống máu của Humpty Dumpty và lập giao ước với nó.
Leo là người viết bản nhạc "Lacie", không phải Elliot, chương 63 sẽ nêu rõ nguyên nhân này. Chương 58 tiết lộ Leo chính là Glen Baskeville đời sau.
Chương 63 kể hầu hết về thời thơ ấu của Leo, cậu đã gặp Elliot ra sao và lý do để mái tóc dài che mắt. Leo rất kính phục Elliot, hai cậu thân với nhau đến nỗi, khó có thể chắc chắn Leo đi với Elliot như một thuộc hạ. Dẫu vậy, sâu trong lòng, Leo luôn nghĩ sự tồn tại của mình luôn tước đạt mất hạnh phúc của Elliot.
Sau cái chết của Elliot, Leo chấp nhận trở thành Glen Baskerville, bắt đầu thực hiện kế hoạch phá hủy Intention of the Abyss và tái diễn thảm kịch Sablier với sự giúp đỡ của Vincent Nightray. Mái tóc của cậu được cắt ngắn và bỏ đi cặp kính dày cộp, để lộ đôi mắt có lẽ là đặc biệt nhất truyện (chương 61, trang cuối). Tuy nhiên, Leo đã bị Oz thuyết phục nhưng ngay sau đó lại bị tấn công bởi Jack.
Sau khi trở thành Glen Baskerville, Leo gần như bị điều khiển bởi Oswald (Glen đời trước) và hầu như không giành được quyền làm chủ cơ thể, trở thành một Glen tàn nhẫn và lạnh lùng trong ngoại hình của một cậu bé. Cuối cùng, trong Chương 101 khi trở về quá khứ để xóa đi sự tồn tại của Abyss, cậu đã tìm ra được lời nhắn nhủ cuối cùng của Lacie và thoát khỏi sự kiểm soát của Oswald. Tứ đó, Leo hứa sẽ giúp đỡ Oz với tư cách là cả Leo và Glen Baskerville.
Lồng tiếng: Akeno Watanabe.

### Barma

#### Rufus Barma
Rufus Barma (ルーファス＝バルマ, Rūfasu Baruma)
Rufus được biết đến là người sống lâu nhất trong Tứ Đại Công tước và cũng là người hiểu biết rất nhiều. Ông ta biết gần như tất cả thông tin về mọi chủ đề, thậm chí là về đời tư của người khác, vì vậy có thể đoán trước được hành động của họ. Rufus Barma đặc biệt ghét khi đoán sai hành động của người khác vì họ đã thay đổi mà ông ta không biết. Đầu tiên, Rufus xuất hiện trong hình hài một ông già béo tròn, hình thù kì dị và lố bịch. Sau đó, Break đã dùng Mad Hatter phá hủy toàn bộ ảo ảnh Rufus tạo ra, bắt ông phải lộ diện dưới hình hài thật sự là một chàng trai trẻ có mái tóc dài màu đỏ, đôi mắt mệt mỏi và sử dụng tiếng Nhật cổ từ thời tiền sử. Oz tìm Rufus để tìm hiểu về thảm kịch Sablier, nhưng thay vào đó, Rufus chỉ tiết lộ thông tin về quá khứ của Break và nhật ký của Jack. 
Sheryl Rainsworth- bà của Sharon, là bạn thời thơ ấu của Rufus và có vẻ như Rufus sợ bà ấy. Ông từng cầu hôn Sheryl Rainsworth rồi bị tư chối một cách thẳng thắn và dứt khoát. 
Rufus đã liên kết với nhà Baskerville, tấn công Sheryl để lấy đôi hoa tai - chiếc chìa khóa của cánh cổng nhà Barma, thực chất là lừa nhà Baskerville để cho họ một cơ hội làm lại. Rufus là contractor của Dodo.
Lồng tiếng: Yūya Uchida.

#### Reim Lunettes
Reim Lunettes (レイム＝ルネット, Reimu Runetto)
Một thành viên của Pandora và là servant của Rufus Barma. Anh ta đeo kính và là người rất nghiêm túc, đồng thời là người bạn duy nhất của Break (trừ Sharon), vì vậy anh cũng luôn bị Break trêu chọc và lợi dụng. Reim là người thật thà, vì vậy anh luôn được hầu hết thành viên của Pandora tin tưởng, trong đó có cả Break và Oz. Anh được Jack giao nhiệm vụ bảo vệ Oz.
Reim là contractor của March Hare.
Trong chương 53, anh đã bị Lily tra tấn. Nhưng anh không chết nhờ năng lực của March Hare (anh đã giấu mọi người về năng lực của March Hare, kể cả Break)
Lồng tiếng: Suwabe Junichi.

#### Miranda Barma
Chương 39 hé mở người phụ nữ bí ẩn đã tiết lộ cho Vincent cách mở con đường đến Abyss là Miranda Barma. Bà bị Oswald chém chết rồi rơi xuống Abyss trong thảm kịch Sablier, sau đó chuyển thành Demios (hay được gọi là Queen of Hearts)

### Baskerville

#### Glen Baskerville
Glen Baskerville (グレン＝バスカヴィル, Guren Basukaviru)
Đây là cái tên được truyền qua các đời những người đứng đầu Baskerville. Glen là người có quyền đặt ra luật lệ,là người có khả năng phán xét phạm nhân xuống Abyss bằng chain và là người mà ai trong gia tộc Baskerville kính trọng. Mệnh lệnh của Glen luôn là tuyệt đối và mọi mệnh lệnh,dù thế nào đi chăng nữa,cũng không ai dám kháng lại. Glen mà chúng ta biết cho tới nay có bốn người: Levi Baskerville, Oswald Baskerville, Gilbert Nightray - người vốn dĩ "sẽ" thừa kế cái tên Glen từ Oswald và Leo Baskerville - chuyển kiếp của Glen.

#### Oswald Baskerville
Là người đứng đầu nhà Baskerville 100 năm trước,người kế thừa cái tên Glen từ Levi. Lottie nói rằng, Oswald là người thích sống một mình và rất khó để có thể tiếp cận được anh. Tuy vậy, Oswald lại là người bạn thân nhất của Jack, một con người sôi nổi hoàn toàn trái ngược với tính cách của anh. Thậm chí anh còn cho Jack quyền ra vào tự do nhà Baskerville. Jack và Oswald đã cùng nhau làm một chiếc đồng hồ bỏ túi, Jack làm đồng hồ và Oswald sáng tác một giai điệu dành riêng cho nó có tên "Lacie". Một ngày, đột nhiên Oswald ra lệnh giết toàn bộ những người trong thành Sablier, góp phần dẫn đến thảm kịch Sablier. Được cho là đã bị Jack giết chết, nhưng Jack lại nói rằng Glen vẫn còn sống.Oswald sở hữu Jabberwock (trông nó giống như Jacbberworky trong Through the Looking-Glass) và 4 chain khác là Dodo, Owl, Griffon và Raven. Trong ký ức của Alice, Oswald đã tạo ra chiếc đồng hồ bỏ túi từ ký ức về Lacie, một người rất quan trọng với Glen. Giai điệu trong chiếc đồng hồ đó cũng từng được Lacie hát. Khi mất Lacie, Glen hoàn toàn tuyệt vọng và không còn niềm tin vào bất cứ điều gì, anh cho rằng thế giới này không tồn tại những điều tốt đẹp hay hy vọng... Trong chương 37, Oz gặp Oswald và sốc khi Oswald gọi cậu là Jack. Chương 39 cũng tiết lộ rằng Glen có thể chưa bao giờ là con người, chỉ là "linh hồn" mà Baskerville - bằng mọi giá phải bảo vệ và duy trì mãi mãi, để làm được điều đó cần một cơ thể mới với 5 chain và black feather. Người được chọn làm cơ thể tiếp theo của Glen là Gilbert với chain được chọn là Raven nhưng Vincent đã mở cổng dẫn tới Abyss làm gián đoạn. Chương 57 cho biết Leo chính là thân thế mới của Glen.  Mỗi thân xác của Glen sau khi chết đi sẽ biến thành một Chain và Humpty Dumpty cũng là một trong những Chain đó. Thân xác của Oswald đã bị sử dụng để phong ấn linh hồn Jack.

#### Charlotte Baskerville (Lottie)
Charlotte Baskerville hay Lottie (ロッティ, Rotti)
Một cô gái với mái tóc dài màu hồng đã bắt cóc Oz tại Lutwidge. Cô là một trong những người trực tiếp gây ra thảm kịch Sablier bằng cách giết rất nhiều người theo lệnh Glen. Lottie phục vụ cho nhà Baskerville và yêu Glen 100 năm trước, Oswald. Tên thật của cô là Charlotte, nhưng Jack đã cô một cái tên thân thiết là Lottie (dạng petname của tên Charlotte)  khi họ gặp nhau lần đầu. Lottie không thể tha thứ cho Jack vì đã giết người bạn thân nhất của mình đồng thời cũng là người Lottie yêu. Cô bắt cóc Oz để được nói chuyện với Jack. Mục đích chính của Lottie là tìm chủ nhân của mình - Glen, và tìm ra thực sự đã xảy ra chuyện gì trong đêm diễn ra thảm kịch Sablier. Cô là contractor của Leon, một chain mang hình dáng sư tử rất hung dữ.
Lồng tiếng: Megumi Toyoguchi

#### Lily Baskerville
Là một cô bé đáng yêu, sinh ra ở 1 ngôi làng tên Ebouche, trong một gia đình nghèo khó. Cô bé có nhiều anh chị em, nhưng cả nhà không có ai ưa một " đứa nhóc nhỏ bé và yếu đuối" như cô. Họ nói rằng cô luôn mang lại tai họa, nên xăm " dấu hiệu ma quỷ " lên mặt cô bé và đuổi cô khỏi làng. Ngay trong lúc đang cô độc một mình trong rừng, cô nhìn thấy một thứ ánh sáng màu vàng và để nó nhập vào người cô. Đó là dấu hiệu cho thấy Lily đã được chọn làm một thành viên nhà Baskerville, cũng là sứ giả của Abyss.
Trong chương 51, cô bé đã bắt Reim, và nói muốn làm bạn với anh. Nhưng Reim không chấp nhận và đã bắn Lily, sau đó bị Lily tấn công ngược lại.
Cô bé là Contractor của Bandersnatch.

#### Lacie Baskerville
Em gái của Glen là một người mà bẩm sinh đã có đôi mắt đỏ mà được cho là "mầm mống của tai ương", theo lời Jury. Cô là một người rất xinh đẹp và mang tính cách không giống ai,một người vô tư. Cô là người mà Jack yêu đơn phương suốt 8 năm, đến nỗi khi cô bị đầy xuống Abyss, Jack còn định mang cả thế giới đến với cô ở đó.
Lacie có một ấn tượng khá mạnh đối với Jack về một cô gái sở hữu một mái tóc đen rất dài, đôi môi cười tươi và ăn mặc phong phanh giữa trời tuyết lạnh mà không ngại ngần đến chỗ Jack không chút suy nghĩ.  Lacie đã giúp Jack lấy lại được nghị lực sống. Cô dùng nhiều cách để làm Jack chú ý tới mình,nói chuyện với mình và thậm chí còn khiến Jack dần có tình cảm với chính cô. Nhưng thực chất, Lacie rốt cuộc chỉ coi Jack là một món đồ chơi để chơi đùa trong khi chờ lời xin lỗi của Oswald - anh trai cô.
Sau tám năm, họ gặp lại ở hai cương vị hoàn toàn khác, và Jack cũng đã gặp Glen. Nếu nói đúng thì Lacie chính là con người gián tiếp để Glen và Jack trở thành bạn thân. Nhưng khi cô gặp lại Jack và tiếp xúc với anh nhiều hơn thì cô lại dần có cảm tình với Jack lúc cận kề cái chết.
Cô là người có thể kết nối với hạt nhân Abyss và trò chuyện cùng Hạt nhân Abyss, điều mà chỉ Glen làm được và trái với luật lệ nhà Baskerville. Cô đã từng tặng cho Hạt nhân Abyss một con thỏ từ cặp thỏ sinh đôi của mình, và đó cũng chính là khởi đầu cho chain hủy diệt dây xích nâng đỡ thế giới. Cô có chain trước đây dường như là B-Rabbit khi Jack trông thấy đằng sau cô thấp thoáng bóng một chú thỏ màu đen rất lớn khi cô tấn công người nhà Baskerville lúc họ định đưa cô về. Cô cũng có quan hệ mật thiết với Levi Baskerville - Glen đời trước, đồng thời cũng từng là chủ nhân của Oswald. Levi đã giúp cô thụ thai với mục đích giúp Hạt nhân Abyss có một vỏ bọc mang dáng vẻ con người,hay đúng hơn là một đứa con của Lacie. Lacie đã sinh hai đứa trẻ song sinh trong lòng Abyss và chỉ có một đứa trở về thế giới con người.
Cô thường ngân nga giai điệu do Glen viết và được Jack đặt tên là "Lacie", theo tên cô với lý do "Suốt hơn tám năm qua, mỗi khi tuyệt vọng, anh lại hát bài hát mà em đã từng hát khi chúng ta lần đầu gặp nhau. Dù không thuộc lời nhưng mỗi khi hát nó,anh lại có cảm giác như em đang ở bên cạnh anh". Có vẻ vì lý do đó mà khi Lacie quay mặt đi, Glen đã thấy vẻ ngượng ngùng của cô. Lacie dường như đã dao động trước suy nghĩ đó của Jack. Và trước ngày phán xét, khi nhớ lại, cô lại cảm thấy rất cô đơn khi phải rời xa anh. Trước đó, trong tòa tháp - nơi cô bị giam cầm, Glen đã nói rằng không có cô, anh sẽ rất cô đơn vì đứa em gái của mình,vì mình mà phải nhận lấy hình phạt này. Và trong khi đang mang đứa con của Levi, cô đã bị Glen đày xuống Abyss. Nhưng đáp lại khi Glen đang hành quyết,cô đã mỉm cười, ngước nhìn Glen và nói "Chúng ta hãy cùng kết thúc chuyện này, chỉ một lần và mãi mãi". Nhưng điều mà Lacie khiến Glen luôn thắc mắc là một câu nói cuối cùng của cô, chỉ vài giây trước khi cô hoàn toàn biến mất, mà có làm thế nào anh cũng không thể hiểu đó là gì.
Sau này, trong Chương 101, Glen nhận ra câu nói đó chỉ Leo mới có thể biết được và nó chính là dành cho Glen đời sau, tức là cho Leo  "Onii- sama, em xin lỗi".
Lacie luôn rất thất thường.Có lúc cô ấy luôn tươi cười,có lúc lại như người hoàn toàn khác. Lacie thật sự khá giống Jack về điểm này,vì họ đều là những con người khó mà đoán được tâm can của riêng họ.

#### Levi Baskerville
Là gia trưởng của nhà Baskerville trước đây, hay đúng hơn là Glen trước kia. Anh là chủ nhân của Oswald khi cậu là người hầu của anh và chuẩn bị kế thừa cái tên Glen Baskerville, đồng thời sở hữu cả năm chain gác cổng. Levi là một người kì quặc, gần giống với Oscar Vessalius. Anh đã từng gợi ý với Lacie về chuyện cho Hạt nhân Abyss một vỏ bọc. Levi sở hữu một mái tóc màu trắng và cũng rất hay cười, như Vincent bây giờ. Bản thân anh cũng có hứng thú với Jack, một kẻ quá yêu Lacie tới mức ôm tình đơn phương suốt tám năm ròng rã. Thậm chí, anh còn nhận xét về Jack là "một kẻ không hề sợ chết" khi anh hỏi về chuyện anh nên trừng phạt thế nào với kẻ dám cả gan đột nhập vào nhà Baskerville và Jack bâng quơ đáp lại rằng "Vậy nếu anh muốn giết tôi thì cho tôi gặp Lacie được không?"
Levi cũng có tính cách không rõ ràng. Anh thường hay ghé thăm Lacie ở tòa tháp nơi giam giữ cô khi cô còn sống và cũng thường xuyên trò chuyện với cô,và hai người cũng rất thân thiết. Có thể họ là người yêu của nhau trước kia. Anh là người đã thụ thai cho Lacie, nên có thể coi là cha của hai Alice. Levi còn quen cả với con gái của Lacie, Alice, và anh cũng suýt lầm tưởng rằng Lacie trở về.
Levi tuy vậy nhưng cũng rất thân thiện, tùy theo cách nghĩ của từng người, và có phần khôi hài. Anh cũng từng chăm sóc cả Oswald và Lacie khi nhỏ, đồng thời quyết định Oswald là người kế nhiệm mình.

#### Alice Baskerville
Con gái của Lacie và Levi. Cô có thể kết nối tới người chị em song sinh của mình - một Alice khác - và có thể giúp cô ấy sống trong cơ thể này khoảng nửa ngày. Cô có cách xưng hô như một cậu nhóc và thậm chí khi Glen nhắc nhở cô về điều đó,cô lại bảo rằng cũng vì cách nói chuyện của anh mà cô bé mới nói thế. Trên thực tế, cô cũng bị Glen giam cầm ở tòa tháp của Lacie ngày xưa và Glen cũng hay tới thăm cũng như đem đồ ăn tới cho cô. Anh thấy mình cần có trách nhiệm với cháu gái mình sau chuyện Lacie như để chuộc lỗi.
Cô có một người bạn thỏ rất thân,con thỏ do Lacie giữ, và được cô đặt tên là Oz. Cô rất quý chú thỏ này. Thật ra,khi đặt tên cho nó,cô đã viết nhầm thành Os dù phát âm là Oz. Levi đã giúp cô sửa lại và bản thân anh cũng nhận ra cái tên đó là từ phần Os trong Oswald. Cô đã gặp Jack trong linh hồn của Alice kia, và Alice đó lại dần mang tình cảm với Jack. Alice kia rất ghét Vincent,vì Vincent từng chọc mù mắt và làm con mèo cưng của cô bé - Cheshire và làm nó chết, đồng thời luôn làm hỏng búp bê của cô bé khiến cô bé tức giận. Alice cũng đã tự sát trong Thảm kịch Sablier bằng cây kéo mà Vincent vẫn dùng, để bảo vệ Oz, B- Rabbit, để Jack không thể gọi Alice kia tới được, nếu không Jack sẽ dùng Oz để hủy diệt thế giới. Vì thế cô đã cùng B- Rabbit hợp lại làm một. Cô quyết định xóa ký ức của chính mình đi bằng sức mạnh của B- Rabbit thì Hạt nhân Abyss đã ngăn lại. Cuối cùng, ký ức của cô không bị xóa mà chỉ bị phân tán khắp nơi và được chứa trong chiếc chuông của mèo Cheshire (khi là chain) - vật mà Break đã phá hủy bằng Mad Hatter do yêu cầu của Vincent. Và khi cô mở mắt ra, cô lại đang ở Abyss,trong trạng thái hoàn toàn không nhớ gì, và tự cho rằng mình chính là chain B - Rabbit.

#### Jury Baskerville
Đây là một nhân vật gần như không có chút thông tin nào rõ ràng.Theo lời Levi, bà ta là con mắt giám sát cả gia tộc Baskerville cũng như Glen để xem xét những hoạt động và chuyển biến nội bộ.

### Khác

#### Alice

Alice

(Phần Alice Baskerville ở trên là kí ức của Alice 100 trước) Nữ chính của câu chuyện, cô chỉ cao có 1m50. Alice đã thành công đánh lừa Oz giao ước với mình ở Abyss. Mục đích của Alice là đi tìm những ký ức đã mất của cô, cũng là phần quan trọng nhất của cốt truyện. Trong hình dáng con người, Alice có mái tóc dài màu nâu đen với 2 đuôi sam 2 bên. Cô cực kỳ tham ăn và đặc biệt thích thịt. Alice cũng rất nóng tính, nói rất lớn tiếng và luôn nói thẳng tất cả những gì mình nghĩ mà không cần biết đến hậu quả. Dù vậy, cô cũng thể hiện mặt nữ tính dịu dàng của mình, phần lớn là với những chuyện có dính dáng đến Oz. Alice rất ghét khi bị Oz bỏ lại một mình, nhưng để che giấu sự thật đó, cô luôn nói rằng "Cậu là người hầu của tôi mà dám bỏ tôi lại một mình hả?!", hoặc chỉ "đánh đập" Oz và nói "Im đi!".
Cô cũng phát triển tình cảm với Oz, bằng chứng là việc cô rất thận trọng khi sử dụng sức mạnh để không ảnh hưởng đến Oz. Trong chương 41, cô đã cắn thay vì hôn vào má Oz để động viên cậu (Sharon cho cô xem bức hình có cảnh "hôn", Alice đã hiểu lầm đó là "cắn" và bắt chước theo).
Trong tập 20 của anime, Alice cũng đã thừa nhận khi bị Sharon ép phải nói những suy nghĩ của mình, rằng cô rất buồn khi Oz uống trà cùng Break mà không có cô, đồng thời cô cũng ghen tị với Ada khi chứng kiến họ thân mật, mặc dù Ada là em gái Oz.
Chương 31 tiết lộ Alice và Hạt Nhân Abyss là chị em song sinh và giữa họ có tồn tại một kết nối.
Lồng tiếng: Yukari Tamura (Drama CD) Ayako Kawasumi (Anime)

### Chain

#### Mèo Cheshire
Cheshire Cat (チェシャ猫 /チェシャ, Chesha neko / Cheshire cat)
Nguồn gốc: mèo của Alice. Chain sống trong một không gian được tạo ra bởi ký ức của Alice. Chiếc chuông nó đeo trên cổ chứa đựng ký ức của Alice về thảm kịch Sablier, sau khi đánh bại mèo Cheshire, Break đã lấy được nó. Cheshire là chain đặc biệt, nó không cần contractor mới có thể rời khỏi Abyss (vì nơi nó được sinh ra đầu tiên không phải là Abyss). Mèo Cheshire là người hầu trung thành tuyệt đối với Intention of the Abyss, nhiệm vụ của nó là bảo vệ ký ức của Alice về thảm kịch Sablier để không ai lấy được. Nó bị Vincent giết sau khi đã làm mù hai mắt, Hạt Nhân Abyss đã lấy mắt trái của Break cho Cheshire.
Không cần ăn thịt con người, trung thành tuyệt đối với Hạt Nhân Abyss, nhưng không phải B-Rabbit, bị Xerxes Break cắt cụt cánh tay và dây chuông bên phải.
Trong chương 94, Cheshire xuất hiện trở lại để ngăn Glen xoá đi sự tồn tại của Hạt Nhân Abyss.

#### Mad Hatter (Thợ mũ)
Mad Hatter (イカレ帽子屋 (マッド ハッター), Ikare bōshiya / Mad hatter)
Contractor: (Hợp lệ) Xerxes Break.
Có khả năng khống chế và phá hủy bất cứ thứ gì liên quan đến Abyss. Là chain mà Intention of Abyss tạo ra nhằm mong muốn Break có thể giết chết cô theo nguyện vọng. Khi sử dụng Mad Hatter, Break sẽ bị ho ra máu và có thể đây cũng là lý do làm anh bị mù.

#### Eques (ngựa một sừng)
Contractor: (Hợp lệ) Sharon Rainsworth. Nhiệm vụ chính là thu thập thông tin, nó có khả năng tự di chuyển giữa những không gian khác nhau, có thể "mang" thêm người nếu cần. Có khả năng chiến đấu.

#### Doldee (Tweedledum)
Contractor: (Hợp lệ) Echo/Zwei/Doldum/Noise. Dùng sợi tóc để điều khiển ý chí và hành động của con người.

#### Gryphon (Sư tử đầu chim)
Contractor: (Hợp lệ) Zai Vessalius.
Một trong 5 chain của Glen, có khả năng kéo người khác xuống Abyss.

#### Raven (Quạ)
Contractor: (Hợp lệ) Glen Baskerville, Gilbert Nightray.
Một trong 5 chain của Glen - chain được sinh ra để phán quyết và phong ấn các chain khác.

#### Dormouse (Chuột sóc)
Contractor: (Hợp lệ)Vincent Nightray.
Có thể ngủ mọi nơi mọi lúc, nó có thể tác động đến contractor khiến họ cũng buồn ngủ theo.

#### March Hare (Thỏ tháng Ba)
Contractor (Hợp lệ): Reim Lunettes.
Khả năng:Trong chương 56 sau khi Reim ngăn Lily bắn chết Break, anh đã tiết lộ năng lực của March Hare giúp contractor có thể "giả chết", điều đó khiến anh thoát chết sau khi bị Lily đánh. March Hare gần như không có khả năng chiến đấu, nó chỉ có tác dụng nếu kẻ thù không biết gì về sức mạnh của nó (vậy nên Rufus Barma đã ra lệnh cho Reim phải giữ kín, chỉ khi nào cần lắm mới đem ra dùng)

#### Humpty Dumpty
Trong chương 53, Rufus Barma tiết lộ Humpty Dumpty rất có thể là chain thực hiện các vụ án chặt đầu, tức Humpty Dumpty là chain của Head Hunter.
Nguồn gốc của Humpty Dumpty là từ Abyss. Nhà Nightray đã thực hiện một thí nghiệm mà chuột bạch chính là những đứa trẻ mồ côi ở trại trẻ Fianna tại Sablier. Họ lừa bọn trẻ uống một thứ nước màu đỏ thẫm và nói một "câu thần chú" có tác dụng xua tan mọi buồn phiền. Thực ra đó chính là thủ tục trở thành một contractor bất hợp pháp. Chúng thực hiện giao ước với chung một chain là Humpty Dumpty.
Nó có khả năng lập giao ước với cùng một lúc nhiều chain để giảm gánh nặng đè lên các contractor của nó, đồng thời kéo dài thời gian chiếc kim đồng hồ trên ấn nguyền dịch chuyển. Nó cũng có khả năng tẩy não contractor của mình, tức là tạo cho họ những ký ức giả và làm họ quên đi mọi ký ức đau khổ hay buồn phiền. Một khi nó chết, nó sẽ bị kéo trở về Abyss cùng tất cả các contractor của nó. Contractor chính của Humpty Dumpty rất có thể là Headhunter, kẻ đầu tiên giao ước với nó. Các Contractor phụ của Humpty Dumpty là tất cả những đứa trẻ ở trại mồ côi Fianna.
Khi một trong những contractor của Humpty Dumpty bị Mad Hatter khống chế, dù là chính hay phụ thì những contractor khác của nó đều vô dụng khi không thể triệu tập hay sử dụng sức mạnh của Humpty Dumpty.
Chương 57 tiết lộ rằng Elliot chính là Contractor của Humpty Dumpty, nhưng không đồng nghĩa với việc Elliot chính là Head Hunter. Head Hunter thật sự là Vicent, Humpty Dumpty chỉ đang cố sao chép chain của Vicent. Humpty Dumpty cũng là một chain được tạo ra từ thân thể cũ của Glen Baskerville.

#### B-Rabbit
B-Rabbit (血染めの黒ウサギ (ビーラビット), Chizome no kuro usagi / Blood stained black rabbit.)
B là cách viết tắt của Bloodstained Black. B-rabbit là chain mạnh nhất của Abyss.
Nguồn gốc: Oz Vessalius
Dạng khác: Alice hiện tại
Contractor: (Illegal) Oz/Jack Vessalius
Bị phong ấn bởi Raven của Gilbert Nightray
- Có khả năng phá hủy các sợi dây xích nâng đỡ thế giới, khiến thế giới bị nhấn chìm vào Abyss.

#### Owl
Contractor: Glen Baskerville, Sheryl Rainsworth
Sức mạnh: Tạo ra sợi tơ dính trên mục tiêu để theo dõi họ. Owl có thể tạo ra màn đêm tuyệt đối.